# Mulesing
Mulesing är bruket att skalpera bakdelen på får för att förebygga angrepp från blåflugor. Det är vanligast förekommande på fårsorten merino. Merinofårets veckiga hud gör att det lätt samlas smuts, urin och avföring i vecken på fårets bakdel. Detta attraherar i sin tur flugor som lägger sina ägg i vecken. Mulesing genomförs ofta utan bedövning och har kritiserats för att vara djurplågeri. Metoden har förbjudits i många länder, det förbjöds så sent som 2018 i Nya Zeeland, men är fortfarande tillåten i Australien, det land i världen som producerar mest ull. Flera globala företag som modeföretaget H&M, Patagonia och Hugo Boss har tagit ställning mot mulesing.